# NGC 1154
NGC 1154 est une galaxie spirale barrée (ou intermédiaire ?) située dans la constellation de l'Éridan. NGC 1154 a été découverte par l'astronome français Édouard Stephan en 1876.

## Caractéristiques
Sa vitesse par rapport au fond diffus cosmologique est de 4 460 ± 36 km/s, ce qui correspond à une distance de Hubble de 65,8 ± 4,6 Mpc (∼215 millions d'al).
NGC 1154 présente une large raie HI. La base de données NASA/IPAC indique que c'est une galaxie du champ, c'est-à-dire qu'elle n'appartient pas à un amas ou un groupe et qu'elle est donc gravitationnellement isolée et ce, même si elle semble former une paire avec NGC 1155.

## Paire de galaxies
NGC 1154 et NGC 1155 sont à la même distance de nous et ils forment probablement une paire de galaxies en interaction gravitationnelle.

## Supernova
La supernova SN 2011jp a été découverte dans NGC 1154 le 27 décembre 2011 par Greg Bock, l'un des astronomes amateurs du groupe BOSS (BOSS-Backyard Observatory Supernova Search) . Cette supernova était de type IIp.